# Liste der Museen im Landkreis Aurich
Die Liste der Museen im Landkreis Aurich führt die Museen im Landkreis Aurich auf, die unter anderem Heimatgeschichte, Moorkolonisierung, Landwirtschaft und Industriegeschichte zum Gegenstand haben.

## Liste
| Bezeichnung                                 | Ortsteil        | Beschreibung | Bild |
| ------------------------------------------- | --------------- | --- | ---- |
| Historisches Museum Aurich                  | Aurich          | Mit seinen Schwerpunkten „Geestkultur“ und „Residenz“ vermittelt das Museum ostfriesische Kultur und Geschichte im Museumsverbund Ostfriesland. Geografische und archäologische Erkenntnisse werden mit der historischen Perspektive verbunden. Was Aurich ist und war, wird unter Berücksichtigung neuer geschichtlicher Einsichten aktuell beantwortet. |      |
| Stiftsmühle                                 | Aurich          | |      |
| Torf- und Siedlungsmuseum                   | Wiesmoor        | Geschichte der Kolonialisierung und Bewirtschaftung des Hochmoors. |      |
| Bade~museum norderney/Galerie Hans Trimborn | Norderney       | Kultur und Kunst des Seebads |      |
| Wasserschöpfmühle Agnes                     | Südbrookmerland | |      |
| Mühle Wiegboldsbur                          | Südbrookmerland | |      |
| Moormuseum Moordorf                         | Südbrookmerland | Moorkolonisierung und Heimatgeschichte |      |
| Bockwindmühle Dornum                        | Dornum          | |      |
| Deichmühle                                  | Norden          | |      |
| Dorfmuseum Münkeboe                         | Münkeboe        | Landwirtschaft, Kolonisation des Moores, Mühlentechnik, Schule und Handwerk. |      |
| Küstenmuseum Juist                          | Juist           | |      |
| Landarbeitermuseum Suurhusen                | Hinte           | |      |
| Ostfriesisches Landwirtschaftsmuseum        | Campen          | |      |
| Magda-Heyken-Haus                           | Hage            | Heimatmuseum |      |
| Museumseisenbahn Küstenbahn Ostfriesland    | Norden          | Eisenbahnmuseum mit regelmäßigem Fahrbetrieb zwischen Norden und Dornum |      |
| Mühlenmuseum Pewsum                         | Pewsum          | |      |
| Synagoge Dornum                             | Dornum          | |      |
| Ostfriesisches Teemuseum                    | Norden          | |      |